# GxP
GxP est un sigle générique pour désigner les directives et réglementations proposant des « bonnes pratiques » de qualité. Le « x » correspond au domaine considéré : secteur pharmaceutique, ou encore le secteur agroalimentaire qui définit de bonnes pratiques agricoles (GAP pour « good agricultural practices », en anglais).
La lettre « c » minuscule ou majuscule est parfois ajoutée en préfixe du sigle, pour désigner les pratiques actuelles. Par exemple, cGMP désigne les « bonnes pratiques actuelles de fabrication » (« M » pour le mot anglais « manufacturing »). Le terme GxP est fréquemment utilisé pour désigner de manière générique un ensemble de directives qualité .

## Objectif
L'objectif des directives de qualité GxP est de garantir qu'un produit est sûr et qu'il répond à l'usage pour lequel il est destiné. Elles constituent un guide pour assurer une fabrication de qualité dans un certain nombre d'industries soumises à réglementations, notamment agroalimentaires, pharmaceutiques, médicales et cosmétiques.
Les aspects les plus centraux des GxP sont les bonnes pratiques de documentation (GDP), qui devraient être ALEFO :
- Attribuable : tout document doit pouvoir être attribué à une personne bien définie
- Lisibles : les documents doivent être lisibles
- Enregistré simultanément : les documents ne doivent être ni antidatés, ni postdaté ; ils doivent être datés quand la tâche documentée est terminée
- Fidèle : les documents doivent être un reflet fidèle de l'activité documentée
- Original ou copie conforme : les documents doivent être des originaux ou des copies conformes
- et Permanent.

Les produits qui font l'objet de GxP doivent permettre :
- la traçabilité : par exemple, en permettant de reconstituer l'historique de développement d'un médicament ou d'un dispositif médical ;
- la responsabilisation : par exemple, en permettant de déterminer qui a eu quelle contribution au développement, et quand.

Les GxP exigent l'établissement, la mise en œuvre, la documentation et la bonne maintenance d'un système qualité.
Comme on l'a vu précédemment, la documentation est un outil essentiel pour garantir le respect des GxP (voir les Bonnes pratiques de fabrication pour plus d'informations).

## Exemples de GxP
- Bonnes pratiques agricoles et de collecte, ou GACP(s)
- Bonnes pratiques agricoles, ou GAP
- Bonnes pratiques d'audit, ou GAP
- Bonnes pratiques de laboratoire automatisées, ou GALP[2],[3]
- Bonnes pratiques de fabrication automatisée, ou GAMP
- Bonnes pratiques commerciales, ou GBP
- Bonnes pratiques de culture cellulaire, ou GCCP[4]
- Bonnes pratiques de gestion des données cliniques, ou GCDMP
- Bonnes pratiques de laboratoire clinique, ou GCLP
- Bonnes pratiques cliniques, ou GCP
- Bonnes pratiques de documentation, ou GDP, ou GDocP (à distinguer des « bonnes pratiques de distribution »)
- Bonnes pratiques de distribution, ou GDP
- Bonnes pratiques d'ingénierie, ou GEP
- Bonnes pratiques financières, ou GFP
- Bonnes pratiques d'orientation, ou GGP[5],[6]
- Bonnes pratiques horticoles, ou GHP
- Bonnes pratiques d'hygiène, ou GHP
- Bonnes pratiques de laboratoire, ou GLP
- Bonnes pratiques de gestion, ou GMP
- Bonnes pratiques de fabrication, ou GMP
- Bonnes pratiques microbiologiques, ou GMiP
- Bonne pratique participative, ou GPP
- Bonnes pratiques de pharmacovigilance, ou GPvP ou encore GVP
- Bonnes pratiques pharmaceutiques, ou GPP
- Bonnes pratiques policières, ou GPP
- Bonnes pratiques de recrutement, ou GRP
- Bonnes pratiques de recherche, ou GRP
- Bonnes pratiques de sécurité, ou GSP
- Bonnes pratiques de stockage, ou GSP
- Bonnes pratiques tissulaires, ou GTP